# Вертигиниды
Вертигиниды, или зёрнышковидные (лат. Vertiginidae) — семейство брюхоногих моллюсков, живущих на суше. Описано 95 видов. Раковина яйцевидная до цилиндрической формы, витки поперечно-ребристые. Представители семейства космополиты. Живут в сухих и влажных биотопах.